# Aricia artaxerxes
Aricia artaxerxes — вид денних метеликів родини Синявцеві (Lycaenidae).

## Поширення
Вид поширений в Європі, Північній Африці (Алжир, Марокко), Азія, Середній та Північно-Східній Азії до Кореї включно.
В Україні поширений підвид A. a. allous в Гірському Криму. Також є рідкісні спостереження на Поділлі та Харківській області.

## Опис
Довжина переднього крила — 11-17 мм; розмах крил — 27-33 мм. Верхня сторона крил обох статей темно-бура, з помаранчевими плямами в субмаргінальній області. Нижня сторона крил коричнево-сіра; на нижній стороні передніх крил уздовж зовнішнього краю (в субмаргінальній області) проходить ряд помаранчевих цяток; на задніх — між помаранчевими цятками і чорними в проміжку між жилками в постдискальній області знаходиться помітна на сірому тлі біла плямочка. Статевий диморфізм виражений неявно: самиці з чіткішими рядами помаранчево-коричневих плям зверху.

## Підвиди
- A. a. allous (Geyer, [1836]) Альпи, Східна Європа
- A. a. vandalica Kaaber & Høegh-Guldberg, 1961 Данія
- A. a. rambringi Høegh-Guldberg, 1966 південь Скандинавії
- A. a. opheimi Høegh-Guldberg, 1966 південь Норвегії
- A. a. lyngensis Høegh-Guldberg, 1966 північ Скандинавії
- A. a. horkei Høegh-Guldberg, 1973 о. Еланд і Готланд (Швеція)
- A. a. ukrainica (Obraztsov, 1936) Південно-Східна Європа
- A. a. inhonora Jachontov, 1909 Центральна Росія
- A. a. sheljuzhkoi (Obraztsov, 1935) Кавказ
- A. a. turgaica (Obraztsov, 1935) Західний Сибір
- A. a. lepsinskana (Obraztsov, 1935) Джунгарський Алатау
- A. a. transalaica (Obratzov, 1935) г Середньої Азії, Гімалаї
- A. a. scytissa Nekrutenko, 1985 Тянь-Шань
- A. a. sarmatis (Grum-Grshimailo, 1890) Південний Урал
- A. a. strandi (Obraztsov, 1935) Altai — Західне Приамур'я
- A. a. mandzhuriana (Obraztsov, 1935) Східне Приамур'я, Уссурійський край
- A. a. hakutozana (Matsumura, 1927) Північна Корея
- A. a. sachalinensis (Matsumura, 1919) Сахалін